# Mabinogion
Mabinogion är en samling walesiska berättelser som utgår från den muntliga traditionen hos poeterna i Wales. Namnet introducerades som samlingsnamn av Lady Charlotte Guest, som gjorde den första engelska tolkningen av texterna. Hon misstog ordet mabynnogyon för att vara pluralis av mabinogi. Ordets etymologiska ursprung förblir dunkelt, men ordet är sannolikt besläktat med walesiskans mab, dvs. son eller pojke. Professor Eric P. Hamp menar istället att namnet kommer av namnet på den keltiske guden Maponos.
Mabinogion nedtecknades på 1300-talet och finns bevarad i två verk kallade The White Book of Rhydderch och The Red Book of Hergest men fragment av dem finns i manuskript från 1200-talet. Samlingen är indelad i tre delar: Mabinogi, de inhemska berättelserna och riddarromanerna.

## Mabinogions delar

### Mabinogi
Dessa berättelser går också under namnet Mabinogins fyra grenar (Pedair Cainc y Mabinogi). Namnet Mabinogi hänvisar strängt taget endast till dessa fyra berättelser, vilka alla slutar med formeln "Så slutar denna gren av Mabinogin" (med skiftande stavning). Formen mabinogion, som troligtvis härrör från ett kopieringsfel i manuskripten, har dock genom Lady Charlotte Guests felaktiga användning kommit att fastna som samlingsnamn för alla elva texterna.
Det har föreslagits att de fyra grenarna ursprungligen skulle ha berättat historien om Pryderi, som föds i den första och dör i den sista, men han är dock inte huvudpersonen i alla fyra grenar.
- Pwyll Pendefig Dyfed (Pwyll, prins av Dyfed) berättar om Pryderis föräldrar, hans födelse samt hans försvinnande och återkomst.
- Branwen ferch Llŷr (Branwen, Llyrs dotter) handlar mest om Branwens giftermål med kungen av Irland. Pryderi finns med, men har ingen framstående roll.
- Manawydan fab Llŷr (Manawydan, Llyrs son) berättar om hur Pryderi återvänder hem tillsammans med Manawydan, Branwens bror, och de missöden som väntar dem där.
- Math fab Mathonwy (Math, Mathonwys son) handlar främst om Math och Gwydion, som hamnar i en konflikt med Pryderi.

### De inhemska berättelserna
Mellan dessa berättelser finns inte samma genomgående koppling som är fallet med Mabinogins fyra grenar, men de förekommer i samma manuskript som dessa. 
- Breuddwyd Macsen Wledig (Macsen Wledigs dröm)
- Llud ac Llefelys (Llud och Llefelys)
- Culhwch ac Olwen (Culhwch och Olwen)
- Breuddwyd Rhonabwy (Rhonabwys dröm)
- Hanes Taliesin (Berättelsen om Taliesin)

Berättelserna Culhwch och Olwen och Rhonabwys dröm har väckt särskilt intresse eftersom de utgör de äldsta berättelserna som omnämner kung Artur. Sagan Macsen Wledigs dröm är en romantiserad historia om den romerske kejsaren Magnus Maximus. Berättelsen om Taliesin är dock en senare text, som inte brukar ingå i moderna utgåvor av Mabinogion.

### Riddarromanerna
Dessa tre riddarromantiska berättelser (Y Tair Rhamant) är walesiska varianter av historierna om kung Artur som också förekommer i verk av Chrétien de Troyes. Det råder viss oenighet om huruvida de walesiska varianterna härstammar från Chrétiens dikter eller om de delar ett gemensamt ursprung, men det är dock troligt att åtminstone Chrétien baserade sina berättelser på äldre, keltiska källor.
- Owain eller Iarlles y Ffynnawn (The Lady of the Fountain)
- Peredur fab Efrog (Peredur, Efrawgs son)
- Geraint ac Enid (Geraint och Enid)